# Poitea
Poitea é um género botânico pertencente à família Fabaceae.
1. ↑  «Poitea — World Flora Online». www.worldfloraonline.org. Consultado em 19 de agosto de 2020